# Gafarró cellablanc
El gafarró cellablanc (Crithagra tristriata) és un ocell de la família dels fringíl·lids (Fringillidae).

## Hàbitat i distribució
Habita boscos de les muntanyes d'Etiòpia, Eritrea i nord-oest de Somàlia.